# Oebalia cylindrica
Oebalia cylindrica är en tvåvingeart som först beskrevs av Fallen 1810.  Oebalia cylindrica ingår i släktet Oebalia och familjen köttflugor.
Artens utbredningsområde är Sverige. Arten är reproducerande i Sverige. Inga underarter finns listade i Catalogue of Life.